# Karpatenukraine

Karpatenukraine-Übersichtskarte von 1938

Lage der Oblast Transkarpatien in der Ukraine

Wappen

Die Karpatenukraine (auch Karpato-Ukraine, ukrainisch Карпатська Україна Karpatska Ukrajina), moderner Transkarpatien (Закарпаття Zakarpatia), ist eine historische Region im äußersten Westen der heutigen Ukraine, die an Rumänien, Ungarn, die Slowakei und Polen grenzt. Sie umfasst hauptsächlich das Gebiet um den ukrainischen Teil der Karpaten, die heutige Verwaltungseinheit Oblast Transkarpatien (Zakarpatska Oblast). Die größten Städte sind Uschhorod und Mukatschewo.

## Andere Bezeichnungen
Als andere Bezeichnung für die Region wird auch Karpatoruthenien verwendet; aus der Sicht der Ukraine heißt sie Transkarpatien, aus der Sicht Mitteleuropas Subkarpatien (tschechisch und slowakisch Podkarpatsko, ungarisch Kárpátalja, polnisch Zakarpacie oder Podkarpacie), als Teil der Tschechoslowakei 1918 bis 1938 Podkarpatská Rus (Karpatenrussland) und als Teil des Königreichs Ungarn Nordöstliches Oberungarn (Észak-Keleti Felvidék). Die ungarische Bezeichnung – Kárpátalja (Subkarpatien, „Unterkarpaten“) – wird seit dem Ersten Wiener Schiedsspruch verwendet.

## Bevölkerung
Traditionell gehören die zirka 1,3 Millionen Bewohner verschiedenen Völkern, vor allem aber den Russinen (oft auch missverständlich als Ruthenen bezeichnet) und Ukrainern an. Neben diesen Volksgruppen (Russinen geschätzt 400.000 und Ukrainer etwa 600.000) gibt es noch eine große Minderheit der Ungarn (offiziell 151.000) im Süden im Flachland an der Grenze zu Ungarn. Im Südosten an der Grenze zu Rumänien leben etwa 40.000 Rumänen. Die Zahl der Juden und der Karpatendeutschen ist während des Zweiten Weltkrieges und danach deutlich zurückgegangen. Von fast 100.000 Juden wurden etwa 90 % im Holocaust ermordet. Nach 1945 wanderten vor allem Russen ein und bilden jetzt stellenweise ethnisch homogene Ortschaften.
1880 gab es laut einer Volkszählung auf dem Gebiet der Karpatenukraine folgende Bevölkerungsverteilung:
- Ruthenen (Russinen und Ukrainer) = 244.742 (59,8 %)
- Ungarn = 105.343 (25,7 %)
- Deutsche = 31.745 (7,8 %)
- Rumänen = 16.713 (4,1 %)
- Slowaken und Tschechen = 8.611 (2,1 %)
- andere Volksgruppen = 1.817 (0,5 %)

Als Teil der Tschechoslowakei hatte der nun als Karpaten- oder Karpatorussland bezeichnete Teil bei einer Volkszählung 1930 folgende Einwohnerverteilung (von insgesamt 725.357 Einwohnern):
- Ruthenen = 450.925 (62,17 %)
- Ungarn = 115.805 (15,96 %)
- Juden = 95.008 (13,10 %)
- Tschechen und Slowaken (im Rahmen des Tschechoslowakismus zusammengefasst) = 34.511 (4,76 %)
- Deutsche = 13.804 (1,9 %)
- Rumänen = 12.777 (1,8 %)
- Sonstige (Roma, Polen, Jugoslawen) = 2.527 (0,3 %)

Etwa 60 Jahre später, bei der Volkszählung 1989 in der noch bestehenden Sowjetunion, gab es folgende Verteilung:
- Ukrainer = 976.749 (78,4 %)
- Ungarn = 155.711 (12,5 %)
- Russen = 49.456 (4,0 %)
- Rumänen = 29.485 (2,4 %)
- andere (Roma, Slowaken, Deutsche) = 33.638 (2,7 %)

2001 ergab eine Volkszählung in dem nun zur Ukraine gehörenden Land (Oblast Transkarpatien) folgende Ergebnisse:
- Ukrainer = 1.010.100 (80,5 %)
- Ungarn = 151.500 (12,1 %)
- Rumänen = 32.100 (2,6 %)
- Russen = 31.000 (2,5 %)
- Roma = 14.000 (1,1 %)
- Slowaken = 5.600 (0,5 %)
- Deutsche = 3.500 (0,3 %)

Die Russinen bzw. Ruthenen, die in der Ukraine leben, werden heute – anders als vor 1945 – nicht als eigene Nationalität anerkannt, sondern lediglich als Volksgruppe innerhalb der Ukrainer. Nur etwa 1 % der Bevölkerung (10.100 Menschen) gaben deshalb bei der letzten Volkszählung ihre Nationalität mit „Russinisch“ an.

## Geschichte

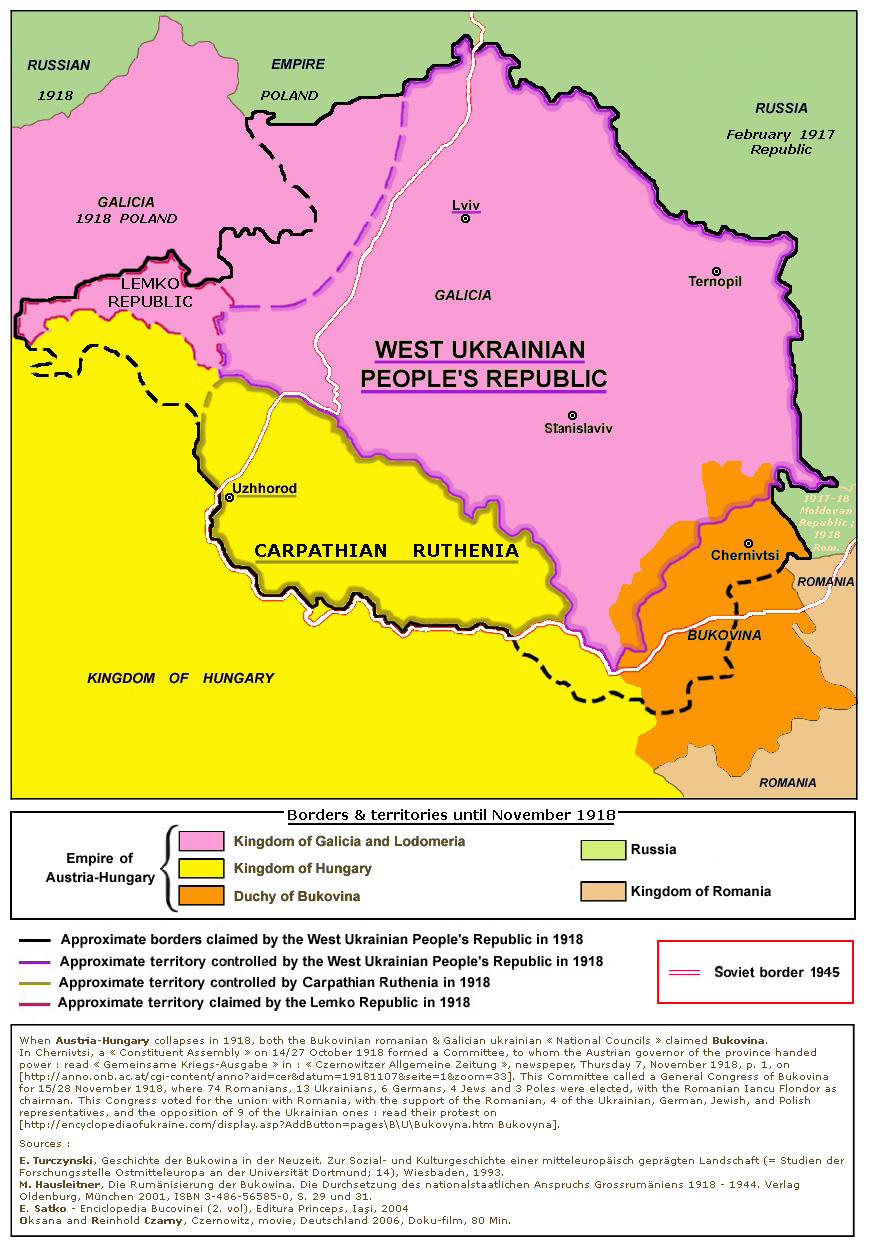
Die Karpatenukraine (gelb) im Südwesten der Westukrainischen Volksrepublik

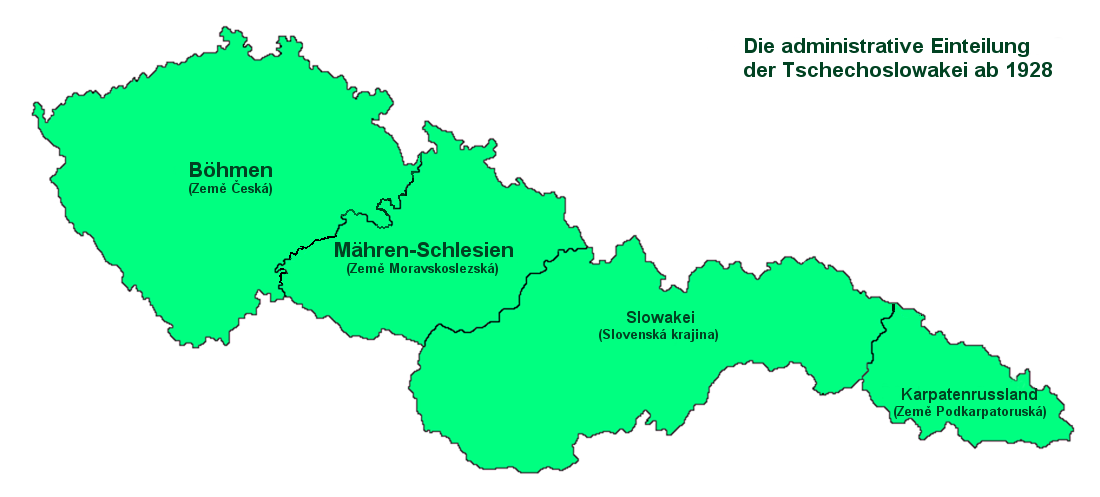
Die Tschechoslowakei 1928 mit der Karpatenukraine (im Osten)

Im 9. Jahrhundert war das Gebiet Teil von Großmähren, vom 10. Jahrhundert bis 1920 gehörte das Gebiet zum Königreich Ungarn, und damit (bis 1918) zur Habsburgermonarchie. Es lag dort in den Komitaten Ung, Bereg, Ugocsa, Máramaros sowie in kleinen Teilen im Komitat Szatmár.
Nach dem Ende des Ersten Weltkrieges kam das Gebiet durch den Vertrag von Trianon zur Tschechoslowakei. Als Karpatenrus (tschechisch Podkarpatská Rus) bezeichnet, bildete es neben Böhmen, Mähren-Schlesien und der Slowakei ab 1928 eines der vier Gebiete in der administrativen Gliederung der Tschechoslowakei.
Im November 1938 erhielt der Landesteil eine Autonomie innerhalb der föderalisierten Tschechoslowakei, nachdem ein Teil mit dem Ersten Wiener Schiedsspruch zurück an Ungarn kam. Im März 1939 wurde das Gebiet von Ungarn vollständig besetzt und war bis 1944 Teil Ungarns (unter der Bezeichnung Kárpátalja), 1944–46 wieder formal Teil der Tschechoslowakei. 1946 wurde die Karpatenukraine vollständig an die Sowjetunion abgetreten und Teil der Ukrainischen Sozialistischen Sowjetrepublik.
Durch die Erklärung der Unabhängigkeit der Ukraine ist sie seit 1991 ein Teil dieses Staates.

## Administrative Gliederung in der Zwischenkriegszeit
Bis 30. Juni 1926 bestanden auf dem Gebiet, den Grenzen der alten ungarischen Komitate folgend, die Gespanschaften:
- Župa užhorodská (etwa „Užhoroder Gespanschaft“, Hauptstadt Užhorod, Gebiet bis zur slowakischen Grenze und Reste des Komitats Ung auf tschechoslowakischer Seite und kleine Teil des Komitat Bereg)
- Župa mukačevská (etwa „Mukačevoer Gespanschaft“, Hauptstadt Mukačevo, fast ganzes Gebiet des Komitats Bereg auf tschechoslowakischer Seite)
- Župa velkosevljušská (Hauptstadt Velká Sevluš, Gebiet der Komitate Máramaros, Ugocsa und Sathmar auf tschechoslowakischer Seite)

Durch die Verwaltungsreform 1927 (Gesetz 125/1927 Sb. bzw. 92/1928 Sb.) kam es ab 1928 zu einer Neueinteilung und innerhalb Karpatenrus bestand in Analogie zu den Okresy (Bezirke) in der Slowakei und Tschechien folgende Einteilung:
- Okres Berehovo
- Okres Velký Berezný
- Okres Chust
- Okres Iršava
- Okres Mukačevo
- Okres Perečín
- Okres Rachov
- Okres Sevljuš
- Okres Svalava
- Okres Ťačovo
- Okres Užhorod
- Okres Volové